# Carl Jungheim
Carl Jungheim, auch Karl Jungheim (* 6. Februar 1830 in Düsseldorf; † 6. Juni 1886 ebenda), war ein deutscher Landschaftsmaler der Düsseldorfer Schule.

## Leben
Jungheim studierte von 1845/1846 bis 1852 Malerei an der Kunstakademie Düsseldorf unter Wilhelm von Schadow, bei Andreas Müller (Elementarklasse, 1846) und insbesondere bei Johann Wilhelm Schirmer in dessen Landschafterklasse (1847–1852). Zuvor hatte er in den Jahren 1843 bis 1845 den Sonntagsunterricht der Düsseldorfer Akademie besucht, auch die Bauklasse für Handwerker von Rudolf Wiegmann. Jungheim unternahm Studienreisen in die Schweiz, nach Tirol und Italien. Bei der ersten Italienreise, die 1856 stattfand, begleitete er August Leu und Albert Flamm.
Anfangs malte er vor allem Gebirgsszenen aus den Alpen und dem Harz sowie Wald-, See und Parklandschaften. Sein Spätwerk zeigt eine Vorliebe für italienische Landschaften, deren stimmungshafte Malerei die prosaische Auffassung des Frühwerks überwand und von der Malerei Oswald Achenbachs beeinflusst war. Im Kunstverein in Hamburg stellte er 1858 aus. Auf der Wiener Weltausstellung 1873 war er mit drei Gemälden vertreten.
Jungheim gab auch Privatunterricht, etwa für die deutschen Malerinnen Olga Meissner und Luise Siebke, 1865 bis 1875 für den Schweizer Maler Friedrich Rudolf von Frisching, 1872 bis 1875 für die österreichische Malerin Marie Egner, 1872 für die Österreicherin Bertha von Grab und von 1873 bis 1877 für Minna von Budinszky, ebenfalls eine Österreicherin. Jungheim war Gründungsmitglied des Künstlervereins Malkasten, in den er 1865 einen weiteren Schüler, den Maler Wilhelm Degode, einführte.
Jungheims Schwester Sophie Antonia heiratete 1868 seinen Malerfreund Joseph Niklaus Bütler. 1878 wurde sein Sohn Julius Jungheim geboren, ebenfalls ein Landschaftsmaler der Düsseldorfer Schule. Jungheims Frau, eine geborene Gehlen, überlebte ihren Mann und wurde Eigentümerin des Hauses auf der Immermannstraße 12, in welches alsbald der Maler Adam Siepen einzog. Jungheims Grabstätte liegt auf Feld 10 des Düsseldorfer Nordfriedhofs.
Ein Porträt Jungheims bei der Freilichtmalerei an seiner Staffelei zeichnete der Maler Wilhelm Amandus Beer.

## Werke (Auswahl)
- Waldlandschaft mit Reisenden

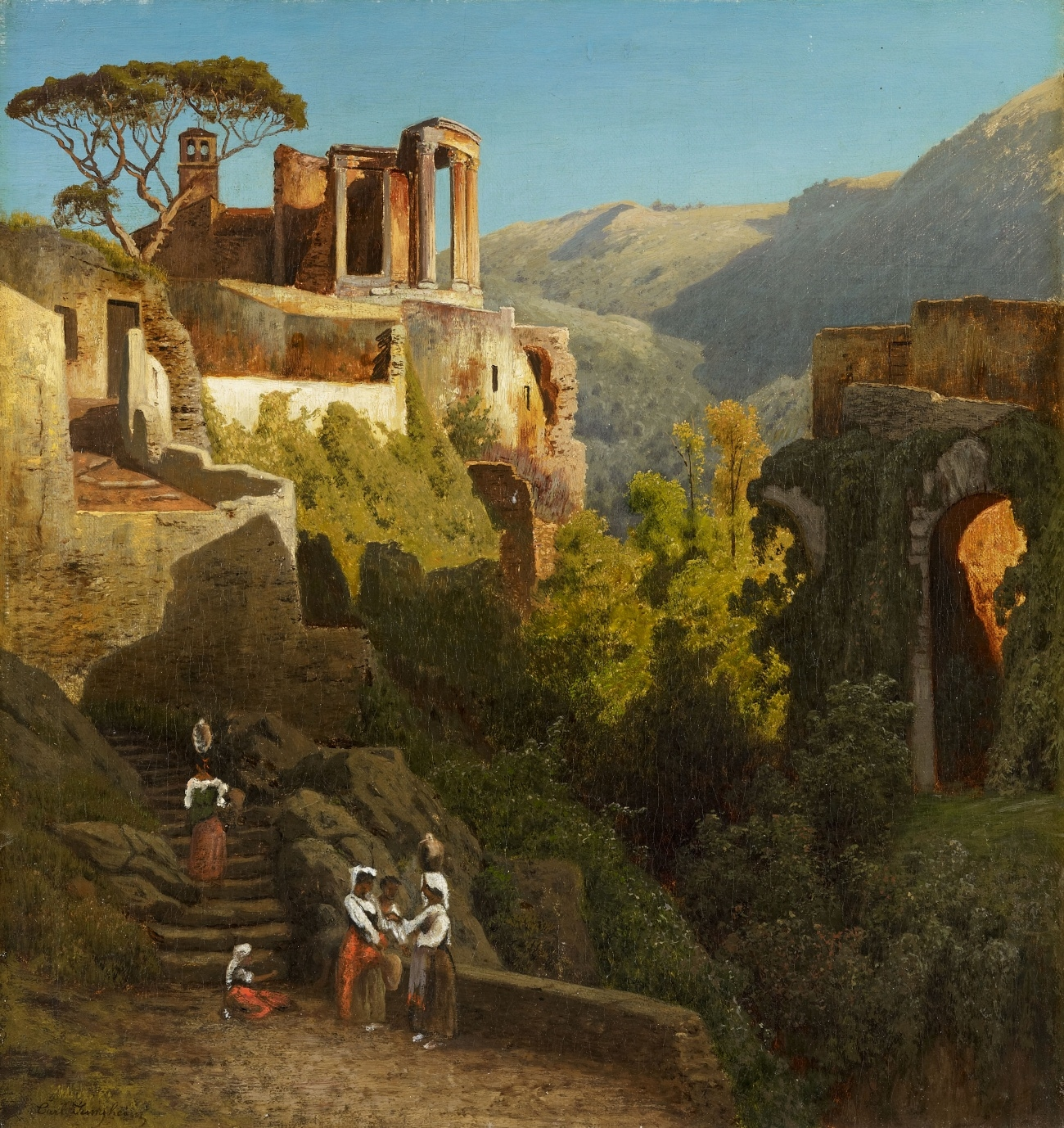
Ansicht des Vesta-Tempels in Tivoli

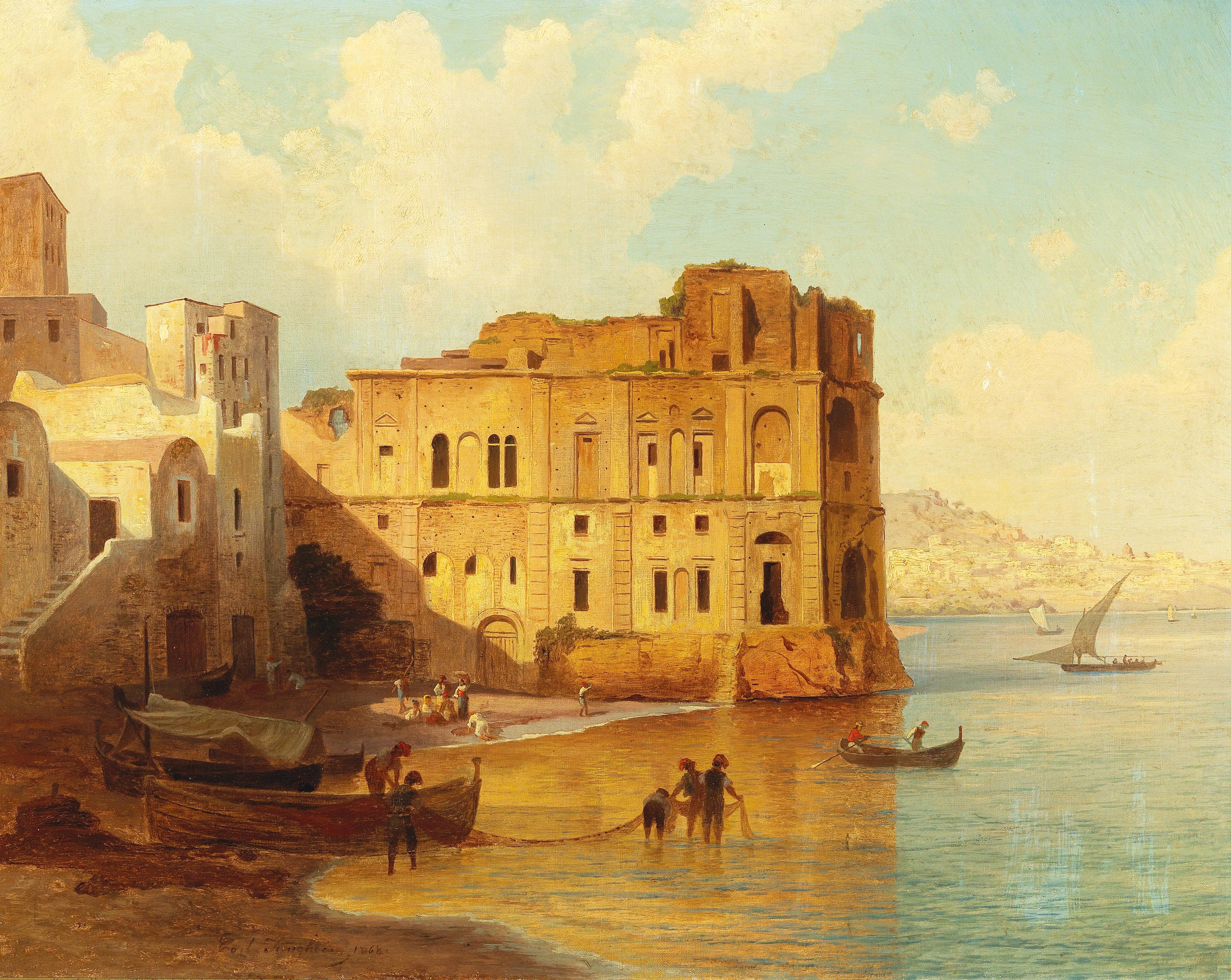
Palazzo Donn’Anna, Posillipo, Neapel, 1868

- Sommerliche Waldlandschaft mit Holzleserin auf einem Weg
- Uri-Rotstock am Vierwaldstättersee
- Aus Jacobis Garten in Pempelfort (Der Jacobi’sche Garten in Düsseldorf, Besuch Goethes bei den Gebrüdern Jacobi), 1856
- Blick auf den Kochelsee mit Herzogstand und Heimgarten, 1860
- Das Lauterbrunner Tal
- Wetterhorn
- Landschaft mit Hirschjagd
- Aus dem Bodetal
- Auf dem Victoriaberge bei Remagen
- Der obere Reichenbachfall  bei Meiringen
- Ansicht von Taranto
- Gosau-See
- Der Königsee mit dem Watzmann
- Hirten mit Vieh in oberbayerischer Landschaft
- Wallenstädter See
- Aus dem Schächental
- Motiv von Salzburg
- Caprifischer, 1865
- Palazzo Donn’Anna, Posillipo, Neapel, 1868 (gehörte 1873 zur Sammlung von Anton Fahne auf der Fahnenburg[11])
- Sorrent
- Ansicht des Vesta-Tempels in Tivoli
- Panorama des Rheinthals gesehen vom Victoria-Berge bei Remagen, Druck und Verlag von Breidenbach & Co., Düsseldorf 1870 (Digitalisat)